# ديف غودوين
ديف غودوين (بالإنجليزية: Dave Goodwin)‏ هو لاعب كرة قدم بريطاني، ولد في 15 أكتوبر 1954 في Nantwich ‏ في المملكة المتحدة. لعب مع ستوك سيتي وماكليسفيلد تاون ونادي بوري ونادي روتشديل ونادي كرو ألكساندرا ونادي مانسفيلد تاون ونادي ووركينغتون.